# Rio Agriș (Moravița)
O Rio Agriş é um rio da Romênia afluente do rio Moraviţa (Timiş), localizado no distritos de Caraş-Severin e Timiş.